# Can Calau (Palafolls)
Can Calau és una obra de Palafolls (Maresme) protegida com a Bé Cultural d'Interès Local.

## Descripció
Els elements declarats com a BCIL són l'era i el garatge. L'era forma part de l'antic Mas Tossell de les Boïgues. Es tracta d'un espai poligonal pavimentat que actualment s'utilitza com a plaça.

## Història
Can Calau, anomenada com els seus propietaris actuals, té una llarga tradició. Ja a finals del segle xviii consta com a propietat dels cosins Joan Ribas Casas i Nicolau Ribas Pera, de manera que el nom de l'edifici s'hauria originat com a diminutiu de Nicolau. Anteriorment, la masia havia estat coneguda com a mas Tossell de les Boïgues, documentada al 1502 amb en Pere Boïga i al 1585 amb l'Anton Tossell, els seus propietaris.